# Simon (filme)
Simon é um filme de drama neerlandês de 2004 dirigido e escrito por Eddy Terstall. Foi selecionado como representante dos Países Baixos à edição do Oscar 2005, organizada pela Academia de Artes e Ciências Cinematográficas.

## Elenco
- Cees Geel - Simon
- Marcel Hensema - Camiel
- Rifka Lodeizen - Sharon
- Nadja Hüpscher - Joy
- Eva Duijvestein - Ellen
- Daan Ekkel - Marco